# 丹友美
丹 友美（たん ともみ）は、NHK首都圏放送センターの契約キャスター。

## 略歴
愛媛県西条市出身。2001年に愛媛県立西条高等学校を卒業、北九州市立大学入学を機に北九州市に移り住む。卒業後の2005年、NHK北九州放送局に契約キャスターとして入局。
2008年5月以降、諸事情により放送出演からは遠ざかり、そのまま2008年度いっぱいで契約解除となった。
2012年、NHK山口放送局契約キャスターとなり、アナウンス業を再開し2016年3月まで務めた。
2016年から2022年3月までNHK松山放送局の契約リポーターとして勤務。2022年4月より首都圏放送センターの契約キャスターとなった。

## 人物・エピソード
- 眞鍋かをりとは同郷であり、丹が西条高校に入学したとき3年生の中に眞鍋がいた。
- 大学時代は放送研究部に所属。
- 北九州放送局初年度は、「ダイエットヒップホップ」コーナーを担当。デビューお披露目の際、このコーナーを担当するために10kg増量したと告白。その後の努力で半分の5kg体重を落とすことに成功したが、完全に戻すことはできなかったようだ。
- 大学時代から髪を伸ばしていたが、ある日『なんしよ〜ん!?北九州』の取材で商店街を訪れた際、全国大会出場の実力を持つ女性美容師の腕前を紹介するにあたり、自らカットモデルとなった。その仕上がりのヘアスタイルを気に入り、以後はそれまで束ねていた髪をほどいた状態で出演することも増えた。
- 趣味は高校野球観戦など。身長は146.2cmで、『なんしよ〜ん!?北九州』では北九さんよりも低いのが目立った。

## 現在の担当番組
- ひるまえほっと

## 過去の担当番組
- なんしよ～ん!?北九州（担当が無い日にはアシスタントディレクターなど裏方を務めることもあった。2005年4月〜2007年3月）
- ぐるっと8県 九州沖縄（火曜日の福岡県枠「ふれあい町あるき」など。2007年4月〜）
- まるごと福岡トクテレ（北九州担当。2007年6月〜2008年3月）
- カフェのんた（NHK山口放送局)
- ひめポン!（2016年4月〜2022年3月、NHK松山放送局）